# Liste des rois de Byblos
Les rois de Byblos étaient des dirigeants de Byblos, l'ancienne cité phénicienne située aujourd'hui au Liban.
Les chercheurs ont reconstitué cette liste fragmentée à partir de diverses découvertes archéologiques depuis le XIXe siècle.

## Période ancienne
Certains rois de Byblos d'une période ancienne sont connus grâce à des découvertes égyptiennes et locales, :
- Ib-dadi, contemporain d'Amar-Sin.
- Abishemu Ier, probablement contemporain d'Amenemhat III.
- Yapi-shemu-abi, contemporain d'Amenemhat IV.
- Yakin-ilu, contemporain de Sehetepibre I/II.
- Yantin-ʿammu, contemporain de Zimri-Lim, probablement identique à Yantin, contemporain de Neferhotep Ier.
- Est-ce qu'il y a un problème ? - un prince, pas explicitement de Byblos.
- Hasrurum, fils de Rum, souverain du pays de Byblos, probablement contemporain de Sihathor.
- Abishemu II.
- Yapaʿ-shemu-abi, fils d'Abishemu (probablement le deuxième).
- ʿegel, fils d'Abishemu (probablement le deuxième), probablement identique à ʿegliya (dont le nom du père est inconnu).

## Période égyptienne
- Rib-Hadda, auteur de dizaines de lettres amarniennes[4], vers 1340 av. J.-C.
- Ili-Rapih, auteur de deux lettres d'Amarna[4], vers 1320 av. J.-C.
- Aziru (roi du royaume d'Amurru), vers 1320 ? AVANT JC.
- Zakar Baal, mentionné dans l'histoire de Wenamon[5]. Années 1100 av. J.-C.

## L'âge d'or phénicien
- Ahiram, vers 1000 avant J.C.
- Vers 1000 av. J.-C. Zakar Baal (II ?)
- Vers 980 av. J.-C. Ithobaal ? Pilsibaal?
- Vers 940 av. J.-C. Yehimilk
- Vers 930 av. J.-C. Abibaal
- vers 920 av. J.-C. Elibaal
- Vers 900 av. J.-C. Safatba'al (I)

## Période assyrienne
Assurnasirpal II reçoit des tributs de la part des rois de la côte phénicienne, parmi lesquels le roi de Byblos.
- Safatba'al II (Sibitti-biʿil en akkadien), mentionné parmi les rois qui apportèrent le paiement à Tiglath-Pileser III dans sa 8e année (738 av. J.-C.)[7].
- Urumilki (Ūru-milki en akkadien), mentionné dans une liste des rois du pays Amurru (le Levant) qui apportèrent un tribut à Sennacherib lors de sa campagne au Levant[8],[9].
- Milkiashapa (Milki-ašapa en akkadien), mentionné parmi les rois du Levant et de Chypre qui furent convoqués et chargés d'envoyer un tribut à Esarhaddon, vers 670 av. J.-C. [10] Milki-Ashapa est également mentionné dans la première campagne d'Assurbanipal[11].
- Vers 650 av. J.-C. Yehawmelek

## Période perse
- Vers 500 av. J.-C. Safatba'al (III)
- Vers 480 av. J.-C. Urimilk II
- c. 470 av. J.-C. Yeḥarbaal (fils d'Urimilk II)
- c. 450 av. J.-C. Yehawmilk (fils de Yeḥarbaal)

Basé sur les pièces de monnaie :
- vers 425 av. J.-C. Elpaal ( 'LP'L )
- c. 400 av. J.-C. 'Ozbaal ( 'ZB'L ; fils de Batnoam et du prêtre Paltibaal)
- Vers 375 av. J.-C. Urimilk III ( 'WRMLK )
- 332 av. J.-C. 'Aynel ( 'YN'L ; Enylus), qui a coopéré avec Alexandre le Grand lors du siège de Tyr[13].

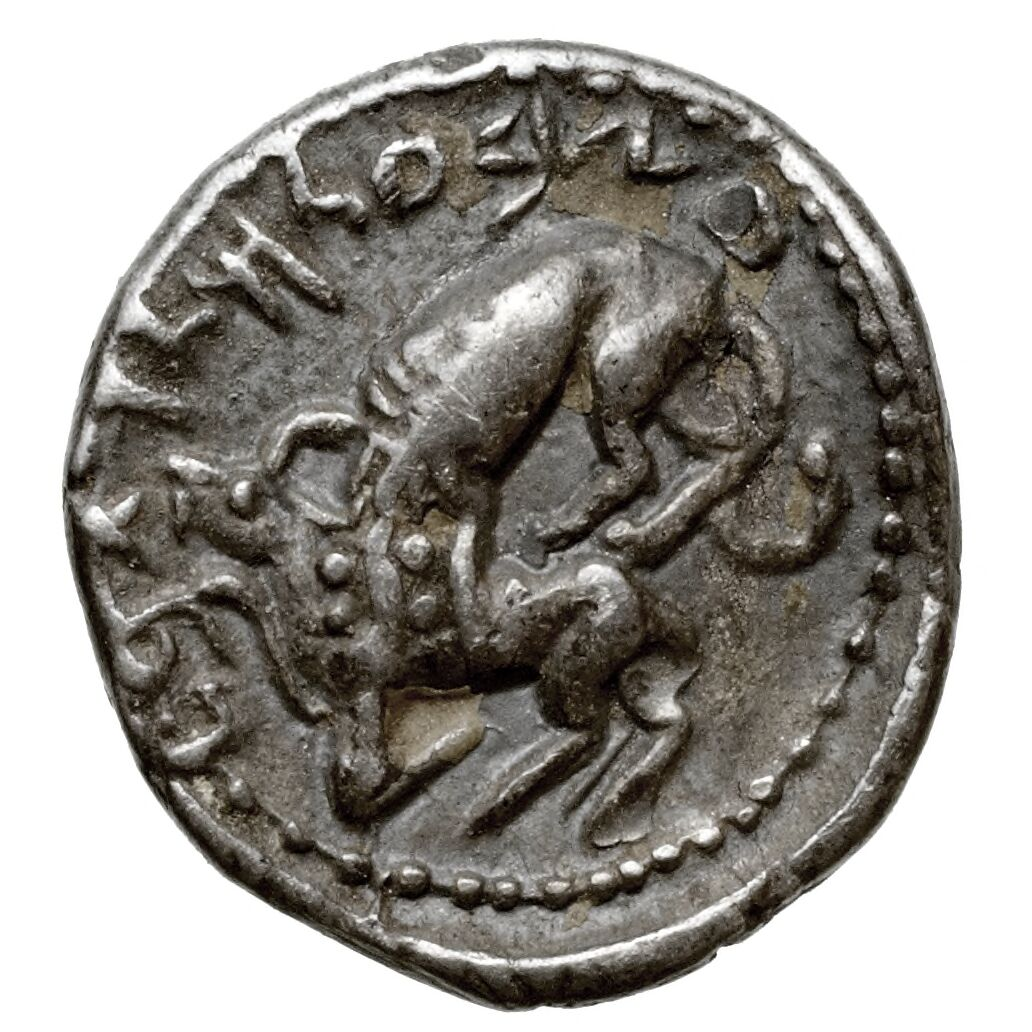
Pièce de monnaie « ZB L »
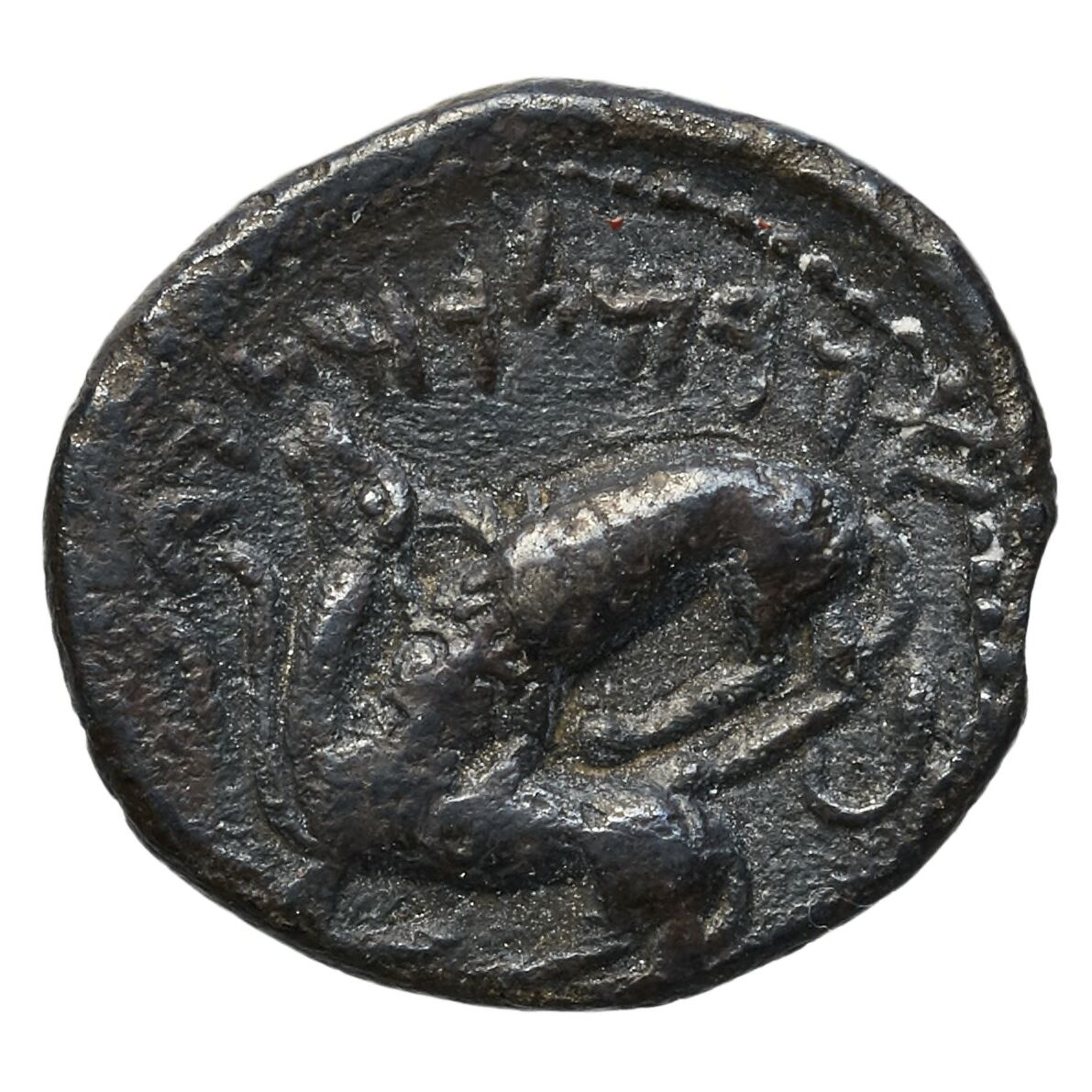
Pièce de monnaie « WRMLK »
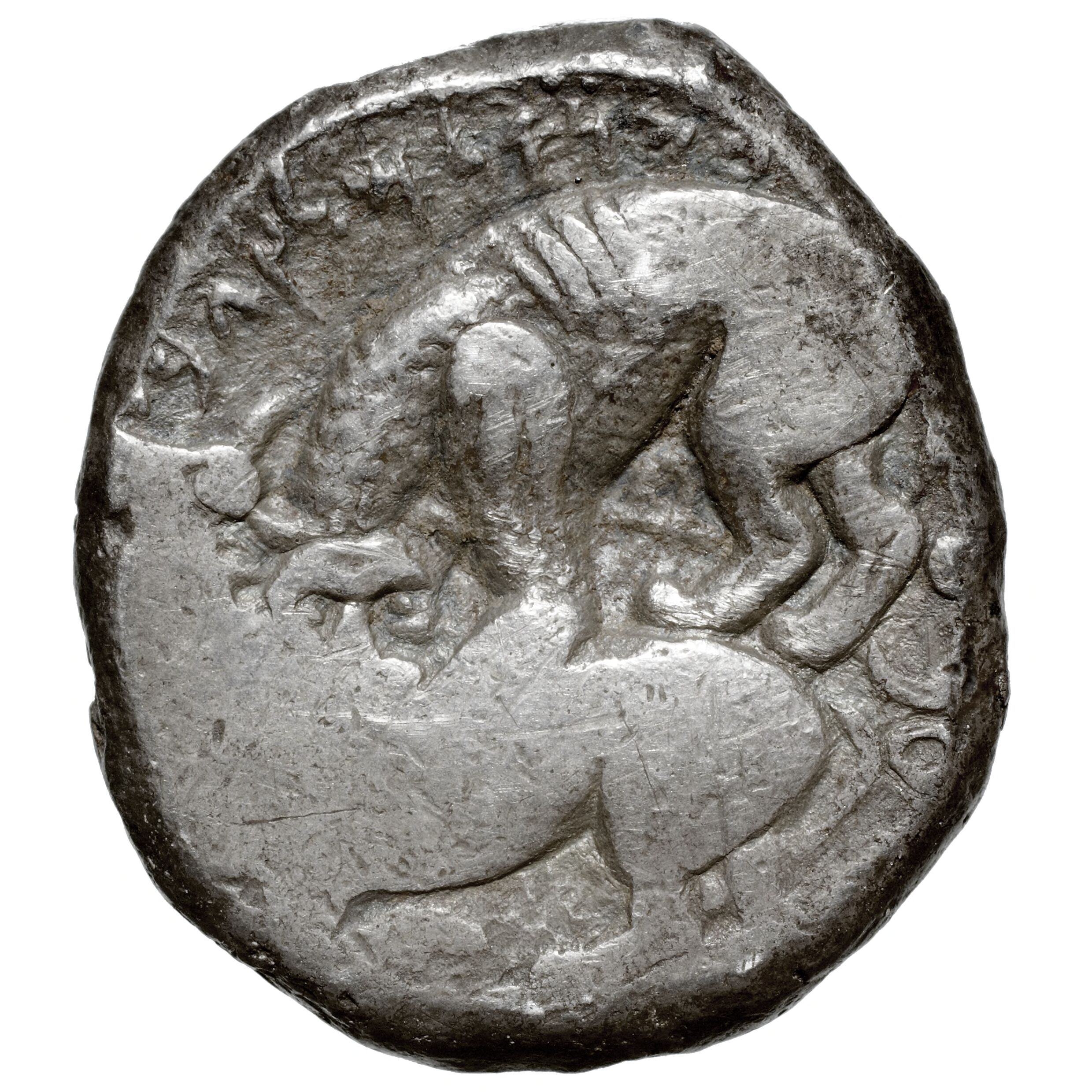
Pièce de monnaie « YN'L »

## Période romaine
- 68 av. J.-C. Cinyrus

## Source
- Josette Elayi, Histoire de la Phénicie, Paris, Perrin, 2013, 341 p. (ISBN 978-2-262-03662-1), p. 323-325 Tableaux chronologiques